# Thienemannimyia geijeskesi
Thienemannimyia geijeskesi är en tvåvingeart som först beskrevs av Maurice Emile Marie Goetghebuer 1934.  Thienemannimyia geijeskesi ingår i släktet Thienemannimyia och familjen fjädermyggor. Inga underarter finns listade i Catalogue of Life.